# Nikolaï Timofeïev-Ressovski
Pour les articles homonymes, voir Timofeïev.
Nikolaï Vladimirovitch Timofeïev-Ressovski (en russe : Николай Владимирович Тимофеев-Ресовский), né le 20 septembre 1900 et mort le 28 mars 1981, est un biologiste et généticien soviétique.

## Biographie

### Famille
Nikolaï Timofeïev-Ressovski est issu d'une famille noble déchue, et est un lointain descendant de Stepan Razine.

### Carrière scientifique
En 1922 alors qu'il était encore étudiant, il est envoyé par l'URSS à Berlin pour une durée indéterminée auprès du neurologue Oskar Vogt, il refuse de retourner dans son pays malgré les consignes qui lui sont données en 1937 et travaillera à Berlin jusqu'à la prise de la ville par l'Armée rouge en 1945.
Il a mené des recherches sur les effets des rayonnements ionisants sur l'ADN, la génétique et la microévolution. Il s'est également opposé aux thèses pseudo-scientifiques de Trofim Lyssenko.

### Détention en URSS
Après la Seconde Guerre mondiale Timofeïev-Ressovski est rapatrié de force en URSS et condamné à passer dix ans au Goulag. Il est pendant quelque temps durant sa phase de détention à Moscou le compagnon de cellule d'Alexandre Soljenitsyne, qui raconte sa rencontre avec lui dans L'Archipel du Goulag, il participe notamment à l'animation de séminaires scientifiques pour les prisonniers de sa cellule. Depuis 1964, il est à la tête du département de génétique des radiations au sein de l'Institut de radiologie médicale de l'Académie des sciences médicales de l'URSS.

## Postérité
Sa vie a été décrite par Daniil Granine dans le roman Zubr (1987), et sa rencontre avec Soljenitsyne est racontée dans L'Archipel du Goulag (1972).